# Hell Night
Hell Night è un film horror del 1981 diretto da Tom De Simone. Il film descrive una notte di iniziazione di una confraternita studentesca ambientata in un antico maniero, durante la quale un killer deforme terrorizza ed uccide molti studenti universitari. La trama fonde elementi di film slasher e film sulle case infestate. Il regista Chuck Russell è stato produttore esecutivo del film, mentre il suo collaboratore di lunga data Frank Darabont ha lavorato come assistente alla produzione.
Mentre l'accoglienza è stata generalmente mista, il film ha sviluppato un grande seguito fin dalla sua uscita. Il film è stato candidato per un Razzie per la peggiore attrice per Linda Blair. Hell Night è stato anche l'ultimo film distribuito dalla Compass International Pictures.

## Trama
Durante una festa in costume al college, Peter si prepara ad iniziare quattro nuovi membri alla confraternita Alpha Sigma Rho. I quattro sono Jeff, un ragazzo di un'educazione opulenta, Marti, una ragazza intelligente di bassa estrazione sociale, Denise, una ragazza promiscua, e Seth, una lapidatrice e surfista della California. Il gruppo è costretto a passare la notte a Garth Manor, una dimora abbandonata appartenuta un tempo a Ramon Garth, un uomo che dopo aver ucciso la moglie e i suoi tre bambini deformi si è impiccato. Il quarto figlio di Garth, Andrew, non è mai stato ritrovato e secondo una leggenda egli si nasconderebbe ancora all'interno della villa.
Peter e il resto degli studenti guidano le quattro matricole alla villa, lasciandoli da soli alla porta d'ingresso. Seth e Denise lasciano soli Marti e Jeff per andare a fare sesso. I due discutono dei loro contesti contrastanti, poi le finestre del salotto si aprono all'improvviso ed un'apparizione spaventa Marti. In realtà, Peter, insieme ad altri due studenti: May e Scott, hanno creato degli scherzi spaventosi in tutto il palazzo allo scopo di terrorizzare le matricole. Mentre cammina lungo il lato della casa, May viene tirata giù in un buco, dove viene decapitata da un aggressore sconosciuto. Successivamente, anche Scott viene ucciso dallo stesso individuo sul tetto. Peter tenta di fare uno scherzo a Denise, ma lei ignora i suoi sforzi. Peter va quindi a cercare Scott e scopre il suo corpo appeso sul tetto. Fugge e tenta di scappare attraverso la recinzione con la sua chiave, ma viene anch'esso attaccato da un aggressore sconosciuto. Si imbatte in un labirinto di siepi vicino dove scopre che nella proprietà ci sono due aggressori misteriosi. Incapace di trovare la via d'uscita, Peter viene ucciso da uno di loro con una falce.
Nella casa, le quattro matricole scoprono rapidamente i trucchi e gli scherzi preparati nella villa per loro. Seth e Denise tornano in camera da letto per fare sesso e consumare droghe; Seth lascia Denise da sola per andare in bagno e quando torna in camera scopre la testa mozzata di May sotto le lenzuola. In preda al panico, Seth scavalca i cancelli della villa per andare ad avvisare la polizia. Marti e Jeff scoprono il corpo di Scott; la ragazza si chiude in una delle camere da letto, mentre il ragazzo va ad indagare su una luce proveniente dal labirinto di siepe. Entrato nel labirinto, Jeff trova i resti di Peter. Torna nella villa per informare Marti dell'omicidio e la coppia teorizza che Andrew Garth potrebbe essere il responsabile degli omicidi.
Mentre sono girati di spalle una grande figura inizia ad emergere dal pavimento dietro di loro. Armato di un forcone, Jeff ferisce l'aggressore, che apparentemente scompare. I due rimuovono il tappeto e scoprono sotto di esso una botola attraverso la quale l'aggressore è fuggito. La coppia scende nei tunnel sottostanti, nei quali scoprono il cadavere di Denise, insieme ai resti conservati dei membri della famiglia Garth.
Improvvisamente, appare un uomo grande e sfigurato che inizia ad inseguirli. Jeff tenta di sottomettere l'uomo, che lo colpisce ferendolo gravemente. Compare un altro assassino, che sorprende la coppia. I fratelli Garth mettono all'angolo Marti e Jeff, i quali riescono però a scappare attraverso una porta nascosta, scappando di nuovo in camera da letto.
Seth arriva finalmente alla stazione di polizia locale, chiedendo aiuto. La polizia non prende sul serio le sue affermazioni, credendo che il ragazzo sia ubriaco e gli chiede di andarsene. Seth finge di lasciare la stazione di polizia, ma in realtà resta al suo interno dove prende un fucile ed alcuni proiettili prima di fuggire da una finestra. Dirotta un veicolo da un civile, informandolo che andrà a Garth Manor. Seth ritorna alla villa, dove viene attaccato da uno dei fratelli Garth; i due hanno una colluttazione al termine della quale Seth spara al suo aggressore uccidendolo. Allertati dal rumore, Jeff e Marti lo incontrano all'ingresso della villa, dove appare l'altro killer che attacca Seth, trascinandolo in un angolo non illuminato della stanza. Marti e Jeff sono spaventati dagli spari e Marti tenta di recuperare il fucile. Andrew Garth emerge dall'oscurità ed insegue Marti e Jeff attraverso la casa costringendolo a barricarsi dentro la camera da letto. Jeff poi esorta Marti a scappare da una finestra. Prima che egli la possa seguire, Andrew sfonda la porta e lo uccide.
Marti, terrorizzata, entra nel labirinto di siepi, dove trova il cadavere di Peter e recupera le chiavi del cancello dalle sue mani. Mentre sta per fuggire a bordo dell'auto rubata da Seth, la ragazza viene aggredita da Andrew che salta sul tetto del veicolo. L'uomo rompe il parabrezza e inizia una lotta con la ragazza, la quale si fionda a tutta velocità contro il cancello finendo con l'uccidere Andrew. A causa del forte urto, Marti perde conoscenza. Risvegliatasi la mattina seguente mentre il sole sorge sul palazzo, Marti esce dall'auto contro la quale si trova Andrew impalato e se ne va.

## Produzione

### Concezione
Chuck Russell, che in seguito avrebbe diretto Nightmare 3 - I guerrieri del sogno (1987), è stato produttore esecutivo del film. Durante la produzione, il produttore Bruce Cohn Curtis ha esortato i cineasti ad implementare una sequenza di inseguimento estesa per il personaggio di Linda Blair dopo aver visto la sequenza di inseguimento di Jamie Lee Curtis in Terror Train (1980); questa era la base della sequenza di inseguimento che si svolge nei tunnel sotto la dimora.

### Le riprese

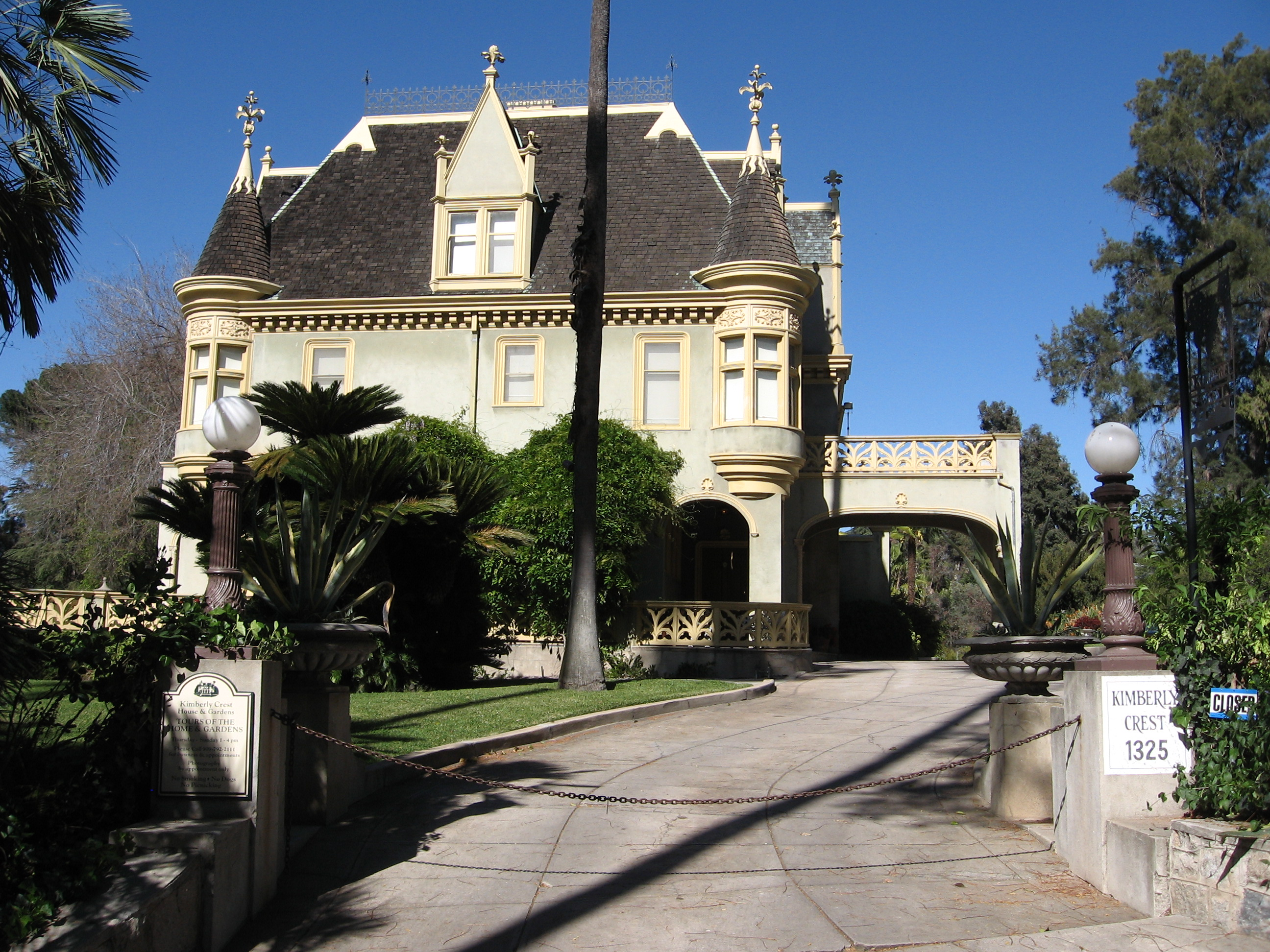
Il film è stato girato on location alla Kimberly Crest Mansion

Le riprese di Hell Night sono durate 40 giorni nell'autunno e nell'inverno del 1980, tra novembre 1980 e gennaio 1981. Il budget originale per le riprese era di 1 milione di dollari, ma la durata delle riprese durante le vacanze ha esteso il budget di altri $ 400.000. Secondo quanto riferito, il programma di riprese del film consisteva in settimane di sei giorni ed è stato descritto come estenuante. L'attrice Linda Blair ha ricordato che le riprese quotidiane duravano dalle 5:00 alle 23:00, oltre al fatto di aver trascorso il Ringraziamento con il cast e la troupe su un autobus a due piani noleggiato dai produttori. Secondo DeSimone, Peter Barton si è davvero fatto male sul set e la maggior parte del suo zoppicamento era dovuta ad un vero dolore fisico.
La maggior parte del film è stata girata in tre luoghi: l'esterno di Garth Manor è stato girato alla Kimberly Crest Mansion di Redlands, in California. Il labirinto di siepi fu introdotto in quanto non esisteva un vero labirinto da giardino nella proprietà. L'interno di Garth Manor è stato girato in una casa residenziale a Pasadena, in California. Il party è stato girato nella hall di un appartamento a Los Angeles, in California. I numerosi tunnel ripresi nel film non erano in realtà più di due corridoi in cui il regista faceva recitare gli attori ripetutamente da diverse angolazioni.
Il regista De Simone ha dichiarato che voleva un "look gotico classico" per il film: "Non mi piacciono questi film horror in cui le persone camminano per le case infestate indossando jeans e magliette. Quindi we threw our heads together e ho detto che volevo Linda in un tipo di guardaroba gotico. E ci è venuta l'idea di rendere la festa hell night una festa in costume. E in quel modo siamo stati in grado di avere tutti in quel tipo di costumi che si adattavano alla loro personalità."
I due attori che hanno interpretato gli assassini di Garth non sono elencati da nessuna parte nei titoli di coda, ed il loro vero nome rimane un mistero. Tuttavia, nel commento sul DVD del film, è stato affermato che erano entrambi cittadini tedeschi che parlavano poco o niente inglese e che uno di loro (l'uomo con la barba di mezza età) è morto poco dopo l'uscita del film.

## Rilascio

### Distribuzione cinematografica
Hell Night venne distribuito in versione limitata negli Stati Uniti il 7 agosto 1981 dalla Compass International Pictures. Tre settimane dopo, il 28 agosto 1981, la sua uscita fu estesa ad una vasta uscita cinematografica. Il film ha incassato un totale di 2.300.000 dollari negli Stati Uniti durante la sua distribuzione nei cinema. I dati del fine settimana del 4 settembre 1981 elencano il film all'undicesimo posto del botteghino, con un incasso di $ 832.000 quella settimana.

### Home media
Il film è stato distribuito in VHS dalla Media Home Entertainment nel 1982. In seguito è stato rilasciato in DVD dalla Anchor Bay Entertainment il 31 agosto 1999. Questa uscita presentava un commento audio con Linda Blair, i produttori Bruce Cohn Curtis e Irwin Yablans e il regista Tom DeSimone; includeva anche spot televisivi e il trailer cinematografico originale come materiale bonus.
Il 2 gennaio 2018, la Scream Factory ha distribuito il film per la prima volta in Blu-ray in un set da collezione, che include quattro ore di nuove interviste, nonché i materiali bonus contenuti nel DVD Anchor Bay del 1999.

## Reception
Hell Night ha ricevuto recensioni contrastanti al momento della sua uscita, sebbene abbia ottenuto un seguito di culto negli anni successivi alla sua uscita. Sul sito Rotten Tomatoes, il 56% dei critici ha dato al film una recensione positiva sulla base di 9 recensioni, con una valutazione media di 4,8/10.
Time Out ha scritto "Incredibile [...] cosa possono fare un regista, un cameraman e un cast competenti per dare una mano a una trama fradicia", definendo il film "tollerabilmente guardabile in confronto alla fregatura di Halloween. Ellen Farley del Los Angeles Times ha paragonato il film ad "Halloween con aperture romantiche pop."
Roger Ebert del Chicago Sun-Times ha dato al film una recensione da una stella, scrivendo: "Sai che un film è nei guai quando ciò che sta accadendo sullo schermo ispira sogni ad occhi aperti. Ero passato attraverso la prima bobina e non era successo nulla. Ora ero da qualche parte nel mezzo della terza bobina, e ancora non era successo nulla. Per "niente", a proposito, non intendo nulla di originale, inaspettato, ben fatto, interpretato in modo interessante o persino eccitante violento." Una recensione pubblicata da TV Guide ha osservato che il film conteneva "alcuni momenti efficaci", aggiungendo: "Sebbene il contenuto attuale di gore sia basso, il contenuto di titillazione è alto, un viale che DeSimone continuerebbe a esplorare nei suoi futuri film di sfruttamento."
Nel suo libro The Gorehound’s Guide to Splatter Films of the 1980s (2003), lo studioso cinematografico Scott Stine scrisse del film: "Hell Night è una di quelle svelte inseguenze dei primi anni '80 che, sebbene quasi universalmente disprezzate all'epoca , nonostante abbiano fatto soldi, in realtà è abbastanza accattivante in retrospettiva.